# Dennis Stewart
Dennis Stewart (ur. 29 lipca 1947 w Los Angeles, zm. 20 kwietnia 1994) – amerykański aktor.

## Filmografia
- 1990: Urok mordercyjako Moody
- 1988: Gliniarz jako Lawrence 'Birdman' Henderson
- 1988: Police Story: Cop Killer jako Ronnie Sample
- 1986: Demon Queen
- 1982: Grease 2 jako Balmudo
- 1979: Elvis
- 1978: Klub samotnych serc sierżanta Pieprza jako Tancerz
- 1978: Grease jako Leo, członek Skorpionów

## Gościnnie
- 1990–1993: Parker Lewis jako Przeciętny facet
- 1985–1989: Alfred Hitchcock przedstawia jako złodziej
- 1985–1992: MacGyver jako Tom
- 1985–1989: Na wariackich papierach jako Klaus Gunter
- 1984–1991: Detektyw Hunter
- 1983–1987: Drużyna A
- 1976–1979: Wonder Woman jako Kerwi